# مادر جونم عاشق شده
مادر جونم عاشق شده فیلمی به کارگردانی اکبر صادقی و نویسندگی یوسف ایروانی محصول سال ۱۳۵۵ است.

## بازیگران
- رضا بیک ایمانوردی در نقش رضا
- مرجان در نقش مهری
- علی میری در نقش ماشاالله
- عزت اله مقبلی در نقش پدر رضا
- حمیده خیرآبادی در نقش مادر رضا
- احمد معینی در نقش هاشم؟
- علی‌اکبر طوفان‌پناه
- پریسا
- علی دهقان
- حمید
- اسماعیل شیرازی در نقش
- لاله
- جلال پیشواییان در نقش جلال
- علی اکبر مهدوی فر در نقش پدر مهری
- محمود تهرانی